# La lunga strada verso casa
La lunga strada verso casa (The Long Walk Home) è un film del 1990 diretto da Richard Pearce. Racconta un evento storico, quello del boicottaggio degli autobus negli anni 50 a Montgomery, visto attraverso gli occhi di due donne distinte, interpretate da Whoopi Goldberg e Sissy Spacek, in una vicenda che dà anche spazio al tema del femminismo.

## Trama
Montgomery, 1955. Il benessere e la tranquillità caratterizzano la buona borghesia e gli altri ambienti della città, a discapito di chi, invece, non gode degli stessi privilegi: i cittadini di colore, devono sottostare ogni giorno alla prepotenza e all'ingiustizia delle leggi razziali del paese, affrontando anche i soprusi e le umiliazioni che queste comportano, senza un'apparente via d'uscita.
La domestica e bambinaia di colore Odessa Cotter e la sua famiglia non si fanno notare, almeno fino al 1º dicembre del 1955, quando vengono a sapere dell'arresto di Rosa Parks, una donna di colore che si era rifiutata di cedere il posto sull'autobus a un bianco, rendendo quel giorno diverso da tutti gli altri.
Odessa inizia come sempre la mattinata, prendendo l'autobus per recarsi al suo lavoro di domestica e bambinaia nella lussuosa residenza dei bianchi, i Thompson. Lì cura la più piccola delle tre figlie della signora Miriam, Mary Catherine, colei che diventerà la narratrice dell'intera vicenda.
Un giorno Odessa, mentre prepara in un parco il pic-nic per la piccola Thompson e le sue amiche, viene umiliata da un giovane poliziotto e costretta ad andarsene con le bambine, perché l'area è riservata ai bianchi. Una volta a casa, racconta l'episodio alla Sig.ra Thompson, che telefona alla stazione di polizia lamentandosi dell'accaduto, ottenendo così le scuse personali dell'agente alla domestica e alla sua famiglia.
A causa dell'arresto di Rosa Parks, nei giorni successivi le cose cambiano. Tutta la comunità nera della città, per protesta, smette di salire sugli autobus di linea, dando così il via al famoso boicottaggio contro la segregazione sui mezzi pubblici.
Vi aderiscono con sacrificio anche Odessa e i suoi famigliari. La donna continua ad andare al lavoro a piedi, nonostante la distanza, arrivando spesso tardi. Allora Miriam decide, all'insaputa del marito, di andare a prendere la bambinaia a casa nei tre giorni settimanali in cui esce per le sue commissioni. Nel frattempo, la tensione e la rabbia dei cittadini bianchi aumenta, anche nella famiglia dei coniugi Thompson. Il fratello razzista di Norman, Tunker Thompson, e altri bianchi, credono di vedere nel boicottaggio una battaglia che non devono assolutamente perdere, spinti dai pregiudizi con cui sono cresciuti e che altri esprimono con le parole e con scellerati gesti concreti.
Un giorno, la figlia adolescente di Odessa prende l'autobus contro il parere dei genitori per andare a trovare un'amica, ma dopo poco scende a causa di tre ragazzi bianchi che la molestano e poi la inseguono sul prato vicino alla strada. Ella è salvata dal fratello, che viene però picchiato ed aiutato a sua volta dal tassista nero che lo ha accompagnato.
Il signor Norman, apparentemente restio all'inizio, si fa sempre più coinvolgere in riunioni razziste a cui partecipa insieme al fratello Tunker. Al contrario, Miriam Thompson prende coscienza di ciò che sta veramente accadendo, anche sfogliando il suo album dei ricordi, in cui nota che la governante di colore che l'ha accudita fin da bambina, come Odessa con le sue figlie, non è nemmeno inquadrata nelle foto in cui è tenuta da lei per mano.
Nel contesto della discriminazione razziale dell'epoca è visibile quella di genere che, da un lato presenta figure femminili carine e sorridenti, dedite alle cure domestiche e, dall'altro, uomini al potere dentro e fuori casa, a cui spetta l'ultima parola nelle decisioni famigliari. Infatti, quando il signor Thompson, per ammissione della moglie, scopre i passaggi che lei dà alla governante, le proibisce di continuare, in seguito puntualizzando il suo pagare i conti in famiglia. Tuttavia, dopo poco, Miriam si ribella e riprende non solo a portare in auto Odessa, ma anche altre governanti di colore, tenendo all'oscuro il marito. 
Una notte questi scopre tutto, grazie a Tunker e ad altri compari. Vede Miriam e Odessa, assieme alla piccola Mary, in un parcheggio pieno di donne di colore e di minacciosi razzisti bianchi. La situazione si fa tesa e la presenza di una bianca in compagnia di una nera non aiuta, così uno degli uomini danneggia l'auto di Miriam e lo stesso cognato le si rivolge con fare aggressivo e perentorio. Quando quest'ultima gli risponde di andarsene al diavolo, lui la schiaffeggia, attirando la pronta reazione di Norman che sferra un pugno al fratello.
La massa degli uomini bianchi sbraita alle donne nere di continuare a camminare, ma queste ultime iniziano a cantare inni al Signore dimostrandosi un'unità forte e coraggiosa alla quale si unisce Miriam stessa assieme alla figlia.
Quest'ultima racconta, da adulta, cosa successe in seguito e di come avesse capito quanto quella notte e il boicottaggio avevano significato per i neri d'America. Il film si conclude con una riflessione finale che spiega come il boicottaggio degli autobus abbia avuto successo e che quello fu solo l'inizio di tutto ciò che di positivo sarebbe venuto in seguito.